# آب‌انبار پشت ده
آب‌انبار پشت ده مربوط به دوره قاجار است و در اردکان، روستای ترک آباد، خیابان امام خمینی کوچه میثم واقع شده و این اثر در تاریخ ۱ مهر ۱۳۸۲ با شمارهٔ ثبت ۱۰۴۲۵ به‌عنوان یکی از آثار ملی ایران به ثبت رسیده است.